# سیارک ۳۰۴۴
سیارک ۳۰۴۴ (به انگلیسی: 3044 Saltykov، نامگذاری:1983RE3) سه هزار و چهل و چهارمین سیارک کشف شده‌است که در ۲ سپتامبر ۱۹۸۳ کشف شد.
قدر مطلق سیارک برابر ۱۲٫۰۰ است.